# Instituto Zomet
Instituto Zomet ou Tzomet (em hebraico: מכון צומת) é uma instituição sem fins lucrativos que tem como objetivo a integração entre as áreas de ciência e a lei judaica (Halachá).
O Instituto Zomet foi fundado em 1977. É sediado em Israel, na colônia de Alon Shvut na área de Gush Etzion. 
O rabino Israel Rozen dirige este instituto nas áreas técnicas e espirituais. Rabino Israel Rozen teve sua formação rabínica na 'Yeshivá de Kerem Beyavne' e sua formação como Engenheiro em eletrônica no Jerusalem College of Technology.
Seu ideal é a união entre a vida ortodoxa judaica e a vida prática moderna, dentro do Estado de Israel.
O Instituto Zomet tem equipes de pesquisas tecnológicas (eletrônica, mecânica e computação), que se empenham em adequar equipamentos médicos, de segurança, públicos ou de uso caseiro - para seu funcionamento no 'Shabat' (sábado) e em fetividades judaicas. 
Seus equipamentos são utilizados por órgãos como: Hospitais, asilos, IDF (Exército de Defesa de Israel), polícia israelense, governo israelense e outros órgãos públicos e particulares em Israel e em comunidades judaicas  fora de Israel.
O Instituto Zomet também tem uma equipe de publicações que edita o livro 'Techumin', anualmente publicado com novos artigos sobre dilemas da lei judaica frente a áreas social, direito, política, tecnológica e outras; edita também o folheto semanal 'Shabat BeShabato' distribuído semanalmente em quase todas as sinagogas de linha sionista religiosa em Israel.